# Vela Gutiérrez
Vela Gutiérrez (fl. 1129–1160) fue un magnate leonés, el único vástago documentado del conde Gutierre Bermúdez y de la condesa Toda Pérez de Traba. Mayordomo mayor del rey Fernando II de León, gobernó varias tenencias, fundó el monasterio de Santa María de Nogales y es considerado el genearca del linaje de los Ponce de León que desempeñó un papel primordial en la historia medieval.

## Antepasados
Su padre, el conde Gutierre Bermúdez, era miembro del linaje de los condes de Cea, descendiente por línea recta de varón del conde Bermudo Núñez, y su madre era hija del conde Pedro Froilaz, miembro de la poderosa Casa de Traba en Galicia. Antiguos genealogistas, como Luis de Salazar y Castro y el marqués de Mondejar, erróneamente le consideraban descendiente del conde Osorio Gutiérrez, «genealogía aceptada por la práctica totalidad de los genealogistas posteriores».

## Esbozo biográfico
Aparece frecuentemente en la documentación del monasterio de Lorenzana, la primera vez en 1129 en una transacción familiar, y después en 1141 en el monasterio de Belmonte con su primo el conde Pedro Alfonso. A partir de esa fecha hasta su muerte en 1160, su presencia es frecuente en la curia regia donde confirma diplomas reales, así como en otros actos familiares.  En 1136 era ya mayordomo del infante Fernando, el futuro rey Fernando II de León, y al mismo tiempo, su padre, el conde Gutierre Bermúdez, también lo era del emperador Alfonso VII. También fue mayordomo mayor del rey de Fernando a partir de 1156.
Gobernó varias tenencias, incluyendo Morales por designación de su suegro el conde Ponce, La Cabrera por mandato real desde 1149 hasta 1154, y desde 1150 aparece también como tenente en Malgrat, antiguo nombre de Benavente.

## Fundación del monasterio de Santa María de Nogales

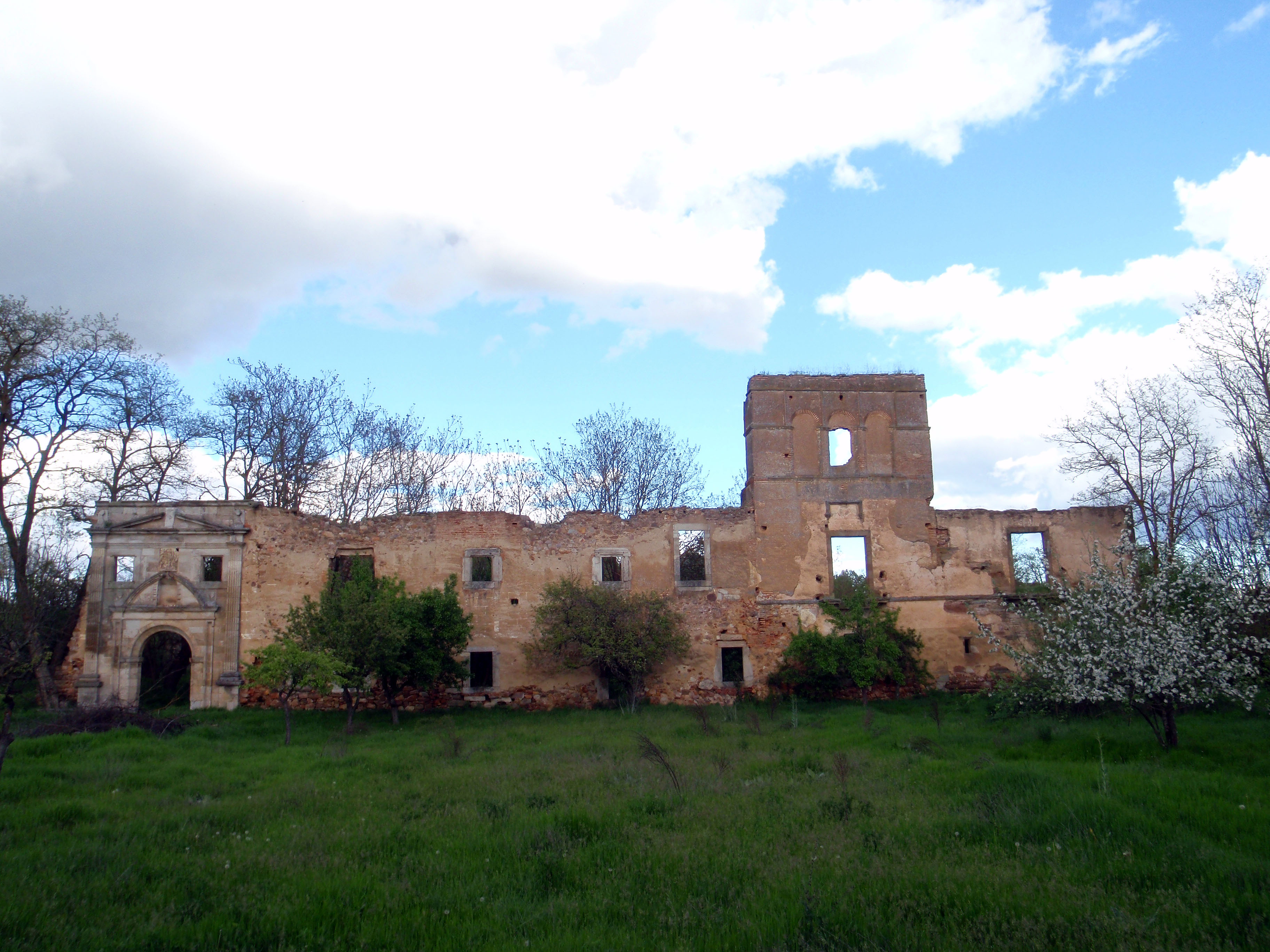
Ruinas del Monasterio de Santa María de Nogales.

El 14 de mayo de 1149, Alfonso VII donó a su militi Vela y a su esposa Sancha, por sus buenos servicios, la villa de Nogales. Al año siguiente, en abril de 1150, el matrimonio donó esta villa a Aldara Pérez, abadesa del monasterio de San Miguel de Bóveda en Orense para que ahí se fundara un monasterio con monjas benedictinas del cenobio gallego.  Ya para esa fecha habían nacido dos hijos, Rodrigo y García.
El 4 de noviembre de 1160, falleció Vela Gutiérrez sin ver terminada la construcción del monasterio. Las monjas devolvieron la donación a su viuda, Sancha, quien en 1164 donó el monasterio al de Santa María de Moreruela que había fundado su padre, el conde Ponce Giraldo de Cabrera.
Vela Gutiérrez falleció el l4 de noviembre de 1160. En la capilla mayor de la iglesia, consagrada en 1172, se colocaron los tres sepulcros que su viuda mandó a labrar: uno para su difunto esposo, otro para un hijo que ya había fallecido y otro para ella, que falleció años después en 1176.

## Matrimonio y descendencia
Contrajo matrimonio antes de 1149 —fecha en que el emperador dona a la pareja la villa de Nogales—, con Sancha Ponce de Cabrera, hija de Ponce Giraldo de Cabrera, Príncipe de Zamora, y de su primera esposa, Sancha Núñez. Aunque aparece en algunas genealogías como hija de la segunda esposa del conde Ponce, María Fernández de Traba, hija de Fernando Pérez de Traba y de su esposa Sancha González, lo cierto es que fue hija de su primera esposa, Sancha Núñez, según consta en un documento en 1221 del monasterio de Santa María de Meira cuando sus hijos Juan, Fernando y María donan sus heredades en Azumara y Francos que tenían de parte de su abuela Sancha Núñez. De este matrimonio nacieron:
- Rodrigo Vela,[13] nacido antes de 1150.[b]
- García Vela,[13] nacido antes de 1150.[c]
- Fernando Vela (m. c. 1192), tenente en Asturias, Tineo, León y Benavente.[13] Contrajo matrimonio con Sancha Álvarez,[14] hija del conde Álvaro Rodríguez de Sarria y de la condesa Sancha Fernández de Traba.[15]
- Ponce Vela de Cabrera (m. septiembre de 1202),[13] esposo de Teresa Rodríguez Girón, hija de Rodrigo Gutiérrez Girón y de su primera esposa María de Guzmán. Uno de los hijos de este matrimonio fue Pedro Ponce de Cabrera, quien se casó con Aldonza Alfonso de León, hija ilegítima del rey Alfonso IX y de Aldonza Martínez de Silva.[13][16] «De esta pareja descenderá una de las más importantes familias españolas de la Baja Edad Media, los Ponce de León, tan importantes en la conquista de Andalucía donde recibirán con el tiempo el marquesado de Cádiz y el ducado de Arcos».[13]
- Pedro Vela (m. c. 1211/1212)[16][13] Fue archidiácono de la Catedral de Santiago de Compostela, mayordomo mayor del rey Fernando II y su canciller. Después fue el abad del monasterio de Santa María la Real de Osera.[17]
- María Vela (fallecida después de 1204), abadesa del monasterio fundado por sus padres.[18]
- Juan Vela[14]